# ギリギリ昔話
『ギリギリ昔話』（ギリギリむかしばなし）は、フジテレビ系列にて不定期放送されていたバラエティ番組及び特別番組である。

## 概要
学校や教科書などでは絶対に教えてくれない・普通では聞くことができない本当にあったギリギリの昔話（＝今の時代では考えられない昔の出来事や過去にギリギリな経験をした人の話）の数々を聞いて今後の自分達の人生に役立てるというバラエティ番組。
また、『B.C.ビューティー・コロシアム』や『トリビアの泉 〜素晴らしきムダ知識〜』などの同局でかつて放送されていたバラエティ番組に出演していた有名人・著名人が今現在ではどうなっているかや、同じくかつて放送されていたバラエティ番組で行われていた過酷な企画をあえて再び行ったりする検証も行われて、昔のテレビ番組のその後のギリギリにも密着する。
MCはブラックマヨネーズが務める。

## 放送データ
| 回数  | タイトル                                 | 放送日                   | 放送時間（JST） | 備考                 |
| ----- | ---------------------------------------- | ------------------------ | --------------- | -------------------- |
| 第1回 | ギリギリ昔話〜生きる伝説に聞きました〜   | 2016年4月7日（木曜日）   | 0:25 - 1:25     |                      |
| 第2回 | ギリギリ昔話                             | 2017年12月16日（土曜日） | 21:30 - 23:40   | 『土曜プレミアム』枠 |
| 第3回 | ギリギリ昔話                             | 2018年6月30日（土曜日）  | 21:00 - 23:10   | 『土曜プレミアム』枠 |
| 第4回 | ギリギリ昔話〜人生絶頂からの“その後”SP〜 | 2018年12月29日（土曜日） | 21:00 - 23:40   | 『土曜プレミアム』枠 |

## 出演者
MC
- ブラックマヨネーズ（小杉竜一・吉田敬）

進行
- 宮司愛海（フジテレビアナウンサー） - 第2回
- 山﨑夕貴（フジテレビアナウンサー） - 第3回

ゲスト
- 梅沢富美男 - 第2,4回
- 岡副麻希 - 第2回
- 桐谷美玲 - 第2回
- 鈴木伸之 - 第2回
- 常盤貴子 - 第2回
- 藤田ニコル - 第2回
- 井上咲楽 - 第3回
- 菊地亜美 - 第3回
- 久保史緒里（乃木坂46） - 第3回
- 籠谷さくら - 第3回
- ヒロミ - 第3回
- 森崎ウィン - 第3回
- 朝日奈央 - 第4回
- 木下優樹菜 - 第4回

## スタッフ
第4回（2018年12月29日放送分）
- 構成：酒井健作、田中到、戸田倫彰
- デザイン：棈木陽次
- 美術進行：林勇（第3回はアートコーディネーター）
- 大道具：市川賢人（第3回）
- アクリル装飾：斉藤佑(祐)介
- 装飾：門間誠
- 植木装飾：後藤健
- メイク：山田かつら
- CGデザイン：グレートインターナショナル
- バーチャルCG：岡本英士
- CG制作：ライスフィールド
- TP：高瀬義美
- SW：宮崎健司
- CAM：木俣希
- VE：武田和浩
- AUD：松原瑞貴
- 照明：本沢啓史
- EED：渕真悟（第4回）
- MA：足達健太郎
- 音響効果：RENOVATIO.inc
- イラスト：菜々子（第2,4回）
- リサーチ：稲津大周、田中菜々緒（田中→第4回）
- TK：星美香（第2,4回）
- デスク：榎本かすみ
- 技術協力：フジアール、IMAGICA、ニユーテレス、fmt、Roppongi-Lab（Roppongi→第4回、第2回は協力）
- 編成：江花松樹（第4回）
- 広報：池田綾子
- 制作統括：中嶋優一（第1回はチーフプロデューサー、第2回からは制作統括）
- AD：田村雄哉、荻原卓也、武山貴洋（田村・武山→第2,3回、荻原→第3回）
- プロデューサー：古賀太隆、坪井理紗、梶山智未（坪井・梶山→第4回）
- ディレクター：日下真行、津宏典、亀山剛志、若松芳行、乙坂友一、篠原輝成（若松→第2-4回、篠原→第3,4回、その他→第4回）
- チーフディレクター（第3回）：夫馬教行（第2回はディレクター）
- 演出：木村剛
- チーフプロデューサー：松本祐紀（第1回はプロデューサー、第2回からはCP）
- 制作協力：D:COMPLEX
- 制作：フジテレビ編成局制作センター第二制作室
- 制作著作：フジテレビ

### 過去のスタッフ
- 構成：前原卓磨、細井新（共に第2回）
- 大道具：松本達也（第2回）
- CGデザイン：木本禎子（第3回まで）
- イラスト：K-WORK（第3回）
- EED：奥山修（第3回まで）
- リサーチ：廣瀬仁義（第3回）
- TK：色摩涼（第3回）
- 編成：東園基臣（第2回）、武田誠司（第3回）
- AD：渡辺恭平（第2回）、小谷拓也（第2,3回）、林奈実（第3回）
- AP：北澤香名（第2回）、八木未果子（第3回）
- プロデューサー：勝又郁乃（勝又→第2回はAP、第3回はプロデューサー）
- ディレクター：田上晃一、廣井敦、吉岡大介、清水悠貴（共に第2回）、奈良部隆久、渡辺康史（奈良部・渡辺→第3回）